# Софрино
Со́фрино — посёлок городского типа в Пушкинском городском округе Московской области России, крупный промышленный центр. Расположен на реке Талице и её правом притоке — Махорке, примерно в 30 км от МКАД.
Площадь — 880 га. Население — 15 001 чел. (2024).

## История
Первыми владельцами этой местности были богатые сурожане Сафарины. Впервые населённый пункт упоминается в писцовых книгах за 1631—1633 годы под названием Сафарино. В 1690-е годы село становится вотчиной боярина Ф. П. Салтыкова, далее переходит во владение С. П. Ягужинского.
Статус рабочего посёлка — с 1958 года.
В 2025 году рабочий посёлок преобразован в посёлок городского типа.

## Население
| 1959    | 1970    | 1979    | 1989    | 2002    | 2006    | 2009    | 2010    |
| ------- | ------- | ------- | ------- | ------- | ------- | ------- | ------- |
| 6729    | ↗8717   | ↘8407   | ↗11 866 | ↗15 481 | →15 481 | ↘15 057 | ↗15 771 |
| 2012    | 2013    | 2014    | 2015    | 2016    | 2017    | 2018    | 2019    |
| ↘15 694 | ↘15 530 | ↘15 265 | ↗15 326 | ↘15 052 | ↘14 952 | ↘14 671 | ↘14 597 |
| 2020    | 2021    | 2023    | 2024    |         |         |         |         |
| ↘14 504 | ↗15 136 | ↘15 001 | →15 001 |         |         |         |         |

## Экономика
Объём отгруженных товаров собственного производства в 2022 году — 29,5 млрд руб, общий объём всех произведённых товаров и услуг — 37,7 млрд руб. На Софрино проходится почти 40 % всей экономики Пушкинского городского округа.
Число экономически активного населения — 8319 человек.
Общее число занятых местной в экономике — 8503 человека (2022).
Софрино является одним из крупнейших промышленных центров региона, здесь расположено более 40 предприятий крупного, среднего и малого звена, ведущие отрасли — химическая промышленность и машиностроение. Крупнейшими являются:
- Художественное предприятие «Софрино» (продукция для Русской православной церкви).
- Завод МТПА «Delfin group Софрино» — производство глицерина, этиленгликоля и прочих побочных товарных продуктов синтеза. По состоянию на 2018 год является единственным производителем глицерина в России[25].
- «Нефтебаза Софрино»
- Логистический терминал «Delfin logistics» (авто и ж/д перевозки).
- НПП «Интех» (производство кабелей[26]).
- ЗАО «Электротранспорт» (производство пантографов для электропоездов, локомотивов и трамваев).
- ЗАО «БиоАвтоматика» (производство медицинского оборудования).
- ЗАО «Софринская банка» (производство упаковочной тары).
- ПМС-58 (обслуживание ж/д полотна Московско-Курского региона МЖД).
- ТЧ-5 «Орехово» учасок ПМС-58 Софрино (техобслуживание тепловозов и прочего подвижного состава ПМС).
- Отделение ПЧ-11 Александровской дистанции пути.
- ЗАО «СК-Групп» (производство бетона).
- ЗАО «АрКор» (производство запорной арматуры).
- ЗАО «Пушкинский завод металлических изделий» (производство металоконструкций).
- ООО «НПП Софит» (производство лаков и красок).
- ООО «АльфаХим» (производство бытовой химии и средств гигиены).
- ООО «Софринские упаковочные мануфактуры» (производство товарного картона, полиэтиленовой плёнки, и прочих упаковочных материалов).
- ЗАО НПО «Авиасток» (производство аэродромной техники и турбинных двигателей)
- ООО ГК «Фармтех» (производство лекарственных препаратов)
- ООО «Тексоник» (производство труб из пвх, рукавов и шлангов).
- ЗАО «Фирма БКЛ» (производство текстильной продукции).
- «Протекс» (производство мягкой мебели).
- ООО «Арикон-про» (производство специй и блюд быстрого приготовления)
- ООО «ТехРезерв» производство силового оборудования[27]
- ООО «ЛПУ» производство топливных брикетов[28]
- ООО «Софринская пивоварня» слабоалкогольные напитки[29]
- ООО «Софорнский мясокомбинат» мясные полуфабрикаты[30]
- ООО «Софпласт» ТНП[31]
- OOO «Профипласт» (производство изделий из ПВХ)
- ООО Полимер технолоджи (вторичные полимеры)
- ООО 3Iogic group (сборка оргтехники)

В 2019 г. начато строительство крупнейшего в России нефтехимического кластера по переработке отработанных масел.
Один из крупнейших в Московской области логистических комплексов Холмогоры площадью более 100 000. На его площадях расположены распределительные центры: «Ашан ритейл Россия», «Спорт мастер», «Перекрёсток», «FMloglstic», «Сбер логистика»".
Контейнерный терминал ООО «Современные территория логистики».
По состоянию на конец 2022 планируется строительство РЦ «Willdberris»" в районе очистных сооружений.
В Софрине действуют 103 организации бытового обслуживания. 20 продуктовых магазинов, розничных сетей: КоопМаг, Дикси, Магнит, Пятёрочка, Авокадо, Весна, ВкусВилл.

## Коммунальная инфраструктура
Крупнейшие в Пушкинском округе очистные сооружения мощностью 20 000 м²/сутки. Обслуживает не только само Софрино, но и Ашукино, Мураново, Данилово, Метрополье, городок Софрино-1.
- Энергетика

Один из главных питающих центров Московской энергосистемы ПС 215 «Ново-Софрино» 220/110/10 Кв.
Подстанции местного значения -
- ПС 114 «Софрино» 110/35/6 Кв,
- ПС 77 «Талица» 35/6 Кв.

Электроэнергия поступает по 2-цепной ЛЭП 220 кв протяжённостью 177,4 км Угличская ГЭС — Ново-Софрино.
Подстанция Ново-Софрино была основным источником электроснабжения Москвы во время Великой Отечественной войны.
ГРС Софрино АО ГазпромТрансгаз Москва.

## Транспорт
Железнодорожный узел: станция Софрино, платформа 43 километр и техническая платформа Софрино II на линии Москва — Ярославль, а также платформа Посёлок Дальний на ответвлении в Красноармейск.

## Образование
В Софрине две общеобразовательные школы, детская музыкальная школа, два клуба детского творчества — «Дальний» и «Юбилейный».

## Достопримечательности
- Здания бывшей усадьбы «Клинники» (ул. Тютчева дома 61, 63) 1826, 1850? года постройки.
- Здание вокзала — объект культурного наследия регионального значения «Вокзал железнодорожный, 1910 г.», по адресу: Московская область, Пушкинский район, пос. Софрино. По некоторым данным, архитектор А. В. Щусев.
- При ХПП «Софрино» действует домовый храм преподобного Серафима Саровского, освящённый в 1997 году.
- Недалеко от посёлка, в 5 км на северо-запад (близ платформы Ашукинская), находится усадьба Мураново, где жил поэт Евгений Баратынский.
- В 2015 году в 3 км к востоку от Софрина открыта усадьба Талицы купца Аигина[33].